# Boeing 377 Stratocruiser
O Boeing 377 Stratocruiser é um luxuoso avião comercial quadrimotor a pistão, de longo alcance, fabricado pela americana Boeing de 1947 a 1950.
Seu design era avançado para a época, suas características relativamente inovadoras (embora nem completamente novas) incluíam dois decks de passageiros e uma cabine pressurizada. Podia transportar até 100 passageiros no convés principal e 14 no salão do convés inferior e os assentos típicos eram para 63 ou 84 passageiros ou 28 atracados e cinco passageiros sentados.

## Histórico

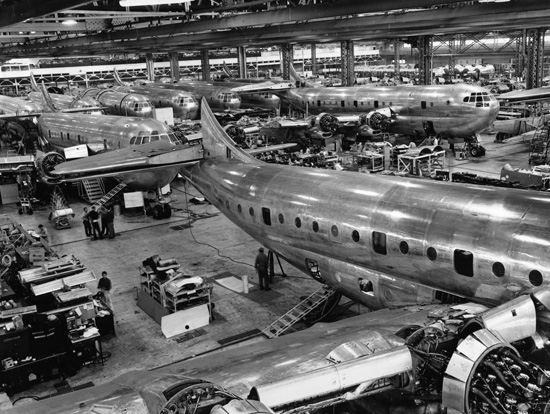
Linha de produção do 377.

Após o término da Segunda Guerra Mundial, a Boeing desenvolveu o avião militar C-97 Stratofreighter, baseado no famoso bombardeiro B-29, e em sua versão civil, o Boeing 377 Stratocruiser.
Com uma fuselagem maior e mais alongada, o B-377 superava em tamanho seus concorrentes Lockheed Constellation e Douglas DC-7, e ganhava ainda em autonomia de voo, ao cruzar oceanos sem escala.
Porém, sua motorização Pratt & Whitney Wasp Major tornou-se antieconômica, o que levou ao encerramento precoce de sua linha de produção, em 1950, com 56 unidades produzidas.

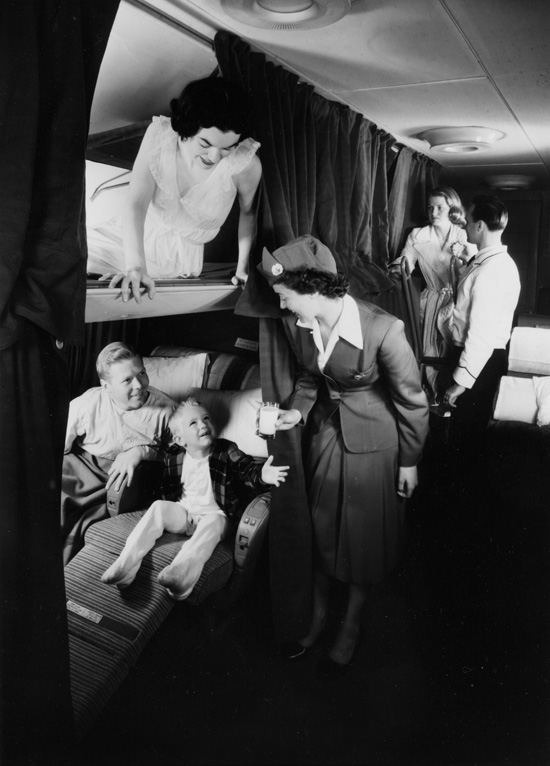
Camas no interior de um 377.

Foi o primeiro avião de transporte comercial da Boeing desde o Stratoliner e, assim como sua contraparte militar, o C-97, foi baseado no bombardeiro B-29. Possuía toda a velocidade e melhorias técnicas disponíveis para bombardeiros no final da guerra. 
O Stratocruiser iria definir um novo padrão para o transporte aéreo de luxo, com sua cabine de passageiros extra-larga. Uma escada circular levava a um salão de bebidas de menor convés e os comissários de bordo preparavam refeições quentes para 50 a 100 pessoas, em uma cozinha state-of-the-art. O avião possuía também 28 camas de beliche.
A Pan American fez a primeira encomenda de vinte Stratocruisers, um investimento de US$ 24 milhões, que começaram a operar entre San Francisco, Califórnia, e Honolulu, no Havaí, em 1949. A Boeing construiu 76 Stratocruiser de 1947 a 1950, o que marcou o primeiro sucesso significativo da empresa na venda de aviões de passageiros para companhias aéreas em outros países.

## Variantes
Durante o início da década de 1960, a NASA modificou a fuselagem do Stratocruiser, deixando-o semelhante ao Airbus Beluga, para realizar transporte de partes para naves espaciais, chamado de Aero Spacelines 377SGT. Nove variantes foram montados, que continuaram em serviço até 1990, quando foram substituídos pelo Beluga. O primeiro foi chamado de "Pregnant Guppy", seguido por cinco maiores "Superguppies" e três menores, "Miniguppies". No processo, um dos aviões mais elegantes do céu se tornou um dos mais feios, devido o estranho formato de sua fuselagem.

## No Brasil
No Brasil, operado pela Pan American, este avião era anunciado com o nome de "Presidente" e fazia a rota Buenos Aires - Montevidéu - Rio de Janeiro - Port of Spain - New York. Um desses voos se acidentou no Voo Pan Am 202 e posteriormente passou a voar em países europeus.
Era considerado um avião com um serviço "super-luxo" durante o década de 1950.

## Especificações
Dados de: Airliners of the World.
Descrições gerais
- Tripulação: 3 ou mais
- Capacidade: Até 100 passageiros no deque principal e mais 14 no deque inferior; capacidade típica 63 ou 84 passageiros ou 28 leitos e 5 assentos normais
- Comprimento: 33,63 m (110 ft)
- Envergadura: 43,05 m (140 ft)
- Altura: 11,66 m (38 ft)
- Área alar: 164,3 m² (1 770 ft²)
- Peso vazio: 37 876 kg (83 500 lb)
- Peso de decolagem: 67 133 kg (148 000 lb)

Motorização
- Número de motores: 4x
- Tipo do motor: Motor radial a pistão
- Fabricante/modelo: Pratt & Whitney R-4360-B6 Wasp Major
- Potência por motor: 3 500 hp (2 610 kW)
- Descrição do propulsor/hélice: Propulsores de 4 pás

Performance
- Velocidade máxima: 603 km/h (375 mph)
- Velocidade de cruzeiro (Mach): 0.395 Ma
- Velocidade total em Mach: 0.493 Ma
- Velocidade total em Nó: 325,5 kn (603 km/h)
- Alcance: 6 760 km (4 200 mi)
- Tecto de serviço: 9 800 m (32 200 ft)